# Pehr Wahlström
Petter (Pehr) Wahlström, född 26 november 1776 i Bolstads socken, död 9 november 1854 i Stockholm, var en svensk ämbetsman och författare.
Pehr Wahlström var son till komministern Sven Wahlström och Sara Lisa Hedlund. Han blev student vid Uppsala universitet 1792 och anställdes 1797 som extraordinarie kanslist i Kanslistyrelsens expedition. Wahlström var 1802 attaché vid Kunglig Majestäts beskickning i Paris och tjänstgjorde 1803–1811 vid konsulaten i Genua och Livorno. Därefter blev han kronprins Karl Johans sekreterare och 1814–1816 sekreterare för riksståthållarens kansli i Norge. Han erhöll 1814 regeringsråds titel. 1821 blev han kansliråd. Som ung utgav Wahlström en liten roman, Bref till en vän under en Resa i Landsorterna (1800). Romanen, som troligen innehöll självbiografiska inslag, skildrar under formen av en sentimental resa en ung mans känslosamma upplevelser under en färd från Stockholm till hembygden. Hjälten, som lånade drag från såväl Jean-Jacques Rousseaus Saint-Preux och Johann Wolfgang von Goethes Werther, var en typisk representant för tidens naturdyrkare, enslighetsälskare och revolutionära svärmare. Romanen är delvis förlagd till svenska herrgårdsmiljö, och även om miljöskildringen inspirerats av Johan Gabriel Oxenstiernas hembygdsdiktning, är Wahlströms roman märklig så tillvida, att den var den första svenska herrgårdsskildringen på prosa. Även ur en annan synpunkt är Wahlströms roman värd att uppmärksamma. Tillsammans med Per Adolf Granberg var Wahlström den förste, som tillämpade den pittoreska resans skildringsteknik, efter bland annat Jonas Carl Linnerhielms mönster, inom den skönlitterära naturskildringen.